# Santa María de la Scala (título cardenalicio)
El título cardenalicio de Santa María de la Scala está relacionado con las iglesias de Santa María Antiqua, Santa María Nuova y Santa María della Scala.

## Santa María Antiqua
La diaconía de Santa María Antiqua, que se encuentra en la X Región de Roma (Augustea), fue erigida alrededor del año 600 por el Papa Gregorio I. Su iglesia fue construida entre los siglos V y VI, cerca del Atrium Minervae, donde se almacenaban los certificados de despido de los legionarios romanos. A pesar de numerosas restauraciones, el Papa León IV trasladó el diaconado a la iglesia de Santa María Nuova, ya que la anterior se encontraba en ruinas.

## Santa María la Nueva
La diaconía de Santa María la Nueva fue instaurada por el Papa León IV para sustituir al de Santa María Antiqua. Fue suprimido el 8 de agosto de 1661 por el Papa Alejandro VII. El 17 de marzo de 1887, el Papa León XIII la restauró como el título presbiterial de Santa María Nuova.

### Titulares
- Pagano (1088 o posterior - 1101)
- Teobaldo (c. 1102 - 1121)
- Aimerico, C.R.L. (1121 - 1143)
- Giovanni, Can.Reg.S.Fred. (17 de diciembre de 1143 - 1153 fallecido)
- Giovanni Pizzuti, C.R.S.V.P. (diciembre de 1155 - 1157 ? nombrado cardenal diácono de Santa Maria in Portico)
- Girolamo, Can.Reg.S.Fred. (1164 - antes del 1177 fallecido)
  - Lanfredo (1166 - c. 1168), pseudocardenal del antipapa Pascual III
- Matteo, Canónigo Regular, (marzo de 1178 - 1182, nombrado cardenal presbítero de San Pietro in Vincoli)
- Albino da Milano, C.R. S. Maria de Crescenziano (1182 - 1185, nombrado cardenal presbítero de Santa Cruz de Jerusalén)
- Bernardo, Can.Reg.S.Fred. (12 de marzo de 1188 - 1193, nombrado cardenal presbítero de San Pietro in Vincoli)
- Pietro Valeriano Duraguerra (17 de diciembre de 1295 - 17 de diciembre de 1302, fallecido)
- Raymond de Got (15 de diciembre de 1305 - 26 de junio de 1310, fallecido)
- Raymond Guillaume des Fargues (19 de diciembre de 1310 - 5 de octubre de 1346, fallecido)
- Pierre Roger de Beaufort (29 de mayo de 1348 - 30 de diciembre de 1370, elegido papa)
- Ludovico Altavilla (o Campano d'Altavilla, o de Capua) (18 de septiembre de 1378 - 1380 fallecido)
  - Amedeo Saluzzo (o de Saluces) (23 de diciembre de 1383 - 28 de junio de 1419 fallecido), pseudocardenal dell'antipapa Clemente VII
- Marino Bulcani (o Vulcani) (20 de noviembre de 1385 - 8 de agosto de 1394, fallecido)
- Giacopo del Torso (9 de mayo de 1408 - 1413, fallecido)
  - Giacomo Isolani (1420 ? - 9 de febrero de 1431, fallecido), pseudocardenal del antipapa Juan XXIII
- Vacante (1431 - 1440)
- Pietro Barbo (1 de julio de 1440 - 16 de junio de 1451, nombrado cardenal presbítero de San Marcos)
- Vacante (1451 - 1461)
- Francesco Gonzaga (2 de abril de 1462 - 21 de octubre de 1483, fallecido)
- Giovanni Battista Orsini (1488 ? o 23 de marzo de 1489 ? - 27 de febrero de 1493) nombrado cardenal presbítero de San Juan y San Pablo)
- César Borja (1493 - 1498, secularizado)
- Raymond Péraud, (1499 - 1505, fallecido)
- Francisco Lloris y de Borja (1505 - 1506, fallecido)
- Sigismondo Gonzaga (1506 - 1525, fallecido)
- Ercole Gonzaga (1527 - 1563, fallecido)
- Federico Gonzaga (1563-1565)
- Hipólito de Este (1565 - 1572)
- Filippo Guastavillani (14 de julio de 1574 - 8 de noviembre de 1577, nombrado cardenal diácono de Santa Maria in Cosmedin)
- Andrea d'Austria (11 de diciembre de 1577 - 12 de noviembre de 1600, fallecido)
- Alessandro d'Este (15 de noviembre de 1600 - 11 de enero de 1621, nombrado cardenal diácono de San Eustaquio)
- Mauricio de Saboya (17 de marzo de 1621 - 19 de abril de 1621, nombrado cardenal diácono de San Eustaquio)
- Ippolito Aldobrandini (17 de mayo de 1621 - 16 de marzo de 1626, nombrado cardenal diácono de Sant'Angelo in Pescheria)
- Marzio Ginetti (6 de octubre de 1627 - 6 de febrero de 1634, nombrado cardenal diácono de Sant'Angelo in Pescheria)
- Vacante (1634 - 1642)
- Giulio Gabrielli (10 de febrero de 1642 - 14 de mayo de 1655, nombrado cardenal diácono de Santa Águeda de los Godos)
- Virginio Orsini, O.S.H. (10 de noviembre de 1642 - 14 de marzo de 1644, nombrado cardenal diácono de Santa Maria in Cosmedin)
- Rinaldo d'Este (28 de noviembre de 1644 - 12 de diciembre de 1644, nombrado cardenal diácono de San Nicola in Carcere)
- Giovan Carlo de Médici (1645 - 1656 nombrado cardenal diácono de San Giorgio in Velabro)
- Friedrich von Hessen-Darmstadt (1656 - 1661 nombrado cardenal diácono de San Cesareo in Palatio)

La diaconía fue suprimida en 1661.

## Santa Maria de la Scala
La diaconía de Santa Maria de la Scala fue erigida por el papa Alejandro VII en el consistorio del 14 de enero de 1664 para sustituir al de Santa María la Nueva.

### Titulares
- Paolo Savelli (11 de febrero de 1664 - 14 de enero de 1669, nombrado cardenal diácono de San Giorgio in Velabro)
  - Vacante (1669 - 1670)
- Buonaccorso Buonaccorsi (19 de mayo de 1670 - 18 de abril de 1678, fallecido)
- Gianfrancesco Ginetti (22 de septiembre de 1681 - 12 de enero de 1682, nombrado cardenal diácono de Sant'Angelo in Pescheria)
  - Vacante (1682 - 1686)
- Johannes Walter Sluse (30 de septiembre de 1686 - 16 de julio de 1687, fallecido)
- Rinaldo d'Este (20 de diciembre de 1688 - 21 de marzo de 1695, secularizado)
- Domenico Tarugi (2 de enero de 1696 - 27 de diciembre de 1696, fallecido)
  - Vacante (1696 - 1706)
- Carlo Colonna (25 de junio de 1706 - 6 de mayo de 1715, nombrado cardenal diácono de Sant'Angelo in Pescheria)
  - Vacante (1715 - 1724)
- Alessandro Falconieri (20 de noviembre de 1724 - 26 de enero de 1734, fallecido)
- Luis de Borbón y Farnesio (19 de diciembre de 1735 - 18 de diciembre de 1754, secularizado)
  - Vacante (1754 - 1766)
- Saverio Canale (1º de diciembre de 1766 - 20 de marzo de 1773, fallecido)
  - Vacante (1773 - 1777)
- Gregorio Antonio Maria Salviati (28 de julio de 1777 - 27 de septiembre de 1780, nombrado cardenal diácono de Santa Maria in Cosmedin)
  - Vacante (1780 - 1789)
- Filippo Campanelli (3 de agosto de 1789 - 29 de noviembre de 1790, nombrado cardenal diácono de Sant'Angelo in Pescheria)
  - Vacante (1790 - 1800)
- Luis María de Borbón y Vallabriga, título pro hac vice (20 de octubre de 1800 - 19 de marzo de 1823, fallecido)
  - Vacante (1823 - 1843)
- Paolo Mangelli Orsi (30 de enero de 1843 - 22 de febrero de 1844, nombrado cardenal diácono de Santa Maria in Cosmedin)
  - Vacante (1844 - 1853)
- Prospero Caterini (10 de marzo de 1853 - 18 de diciembre de 1876, nombrado cardenal diácono de Santa Maria in Via Lata); in commendam (18 de diciembre de 1876 - 28 de octubre de 1881, fallecido)
- Pietro Lasagni (30 de marzo de 1882 - 19 de abril de 1885, fallecido)
  - Vacante (1885 - 1886)
- Augusto Theodoli (10 de junio de 1886 - 26 de junio de 1892, fallecido)
  - Vacante (1892 - 1895)
- Girolamo Maria Gotti, O.C.D., título pro illa vice (2 de diciembre de 1895 - 19 de marzo de 1916, fallecido)
  -  Vacante (1916 - 1921)
- Camillo Laurenti (16 de junio de 1921 - 16 de diciembre de 1935); título pro illa vice (16 de diciembre de 1935 - 6 de septiembre de 1938, fallecido)
- José María Caro Rodríguez, título pro illa vice (17 de mayo de 1946 - 4 de diciembre de 1958, fallecido)
- Julius August Döpfner, título pro illa vice (18 de diciembre de 1958 - 24 de julio de 1976, fallecido)
  - Vacante (1976 - 1994)
- Carlos Oviedo Cavada, O. de M., título pro illa vice (26 de noviembre de 1994 - 7 de diciembre de 1998, fallecido)
- François-Xavier Nguyên Van Thuán (21 de febrero de 2001 - 16 de septiembre de 2002)[1]
- Stanisław Nagy, S.C.I. (21 ottobre 2003 - 5 de junio de 2013)
  - Vacante (2013 - 2016)
- Ernest Simoni, desde el 19 de noviembre de 2016